# Бонате-Сопра
Бонате-Сопра (італ. Bonate Sopra, п'єм. Bonate Sopra) — муніципалітет в Італії, у регіоні Ломбардія, провінція Бергамо.
Бонате-Сопра розташоване на відстані близько 490 км на північний захід від Рима, 38 км на північний схід від Мілана, 9 км на захід від Бергамо.
Населення — 9532 особи (2014).
Щорічний фестиваль відбувається 15 серпня. Покровителька — Богородиця Небовзята.

## Демографія
Населення за роками:

Станом на 1 січня 2023 року в муніципалітеті офіційно проживало 748 іноземців з 55 країн, серед них 135 громадян країн Євросоюзу та 41 громадянин України.

## Сусідні муніципалітети
- Бонате-Сотто
- Кіньоло-д'Ізола
- Курно
- Мапелло
- Понте-Сан-П'єтро
- Презеццо
- Терно-д'Ізола
- Тревіоло